# Kibla

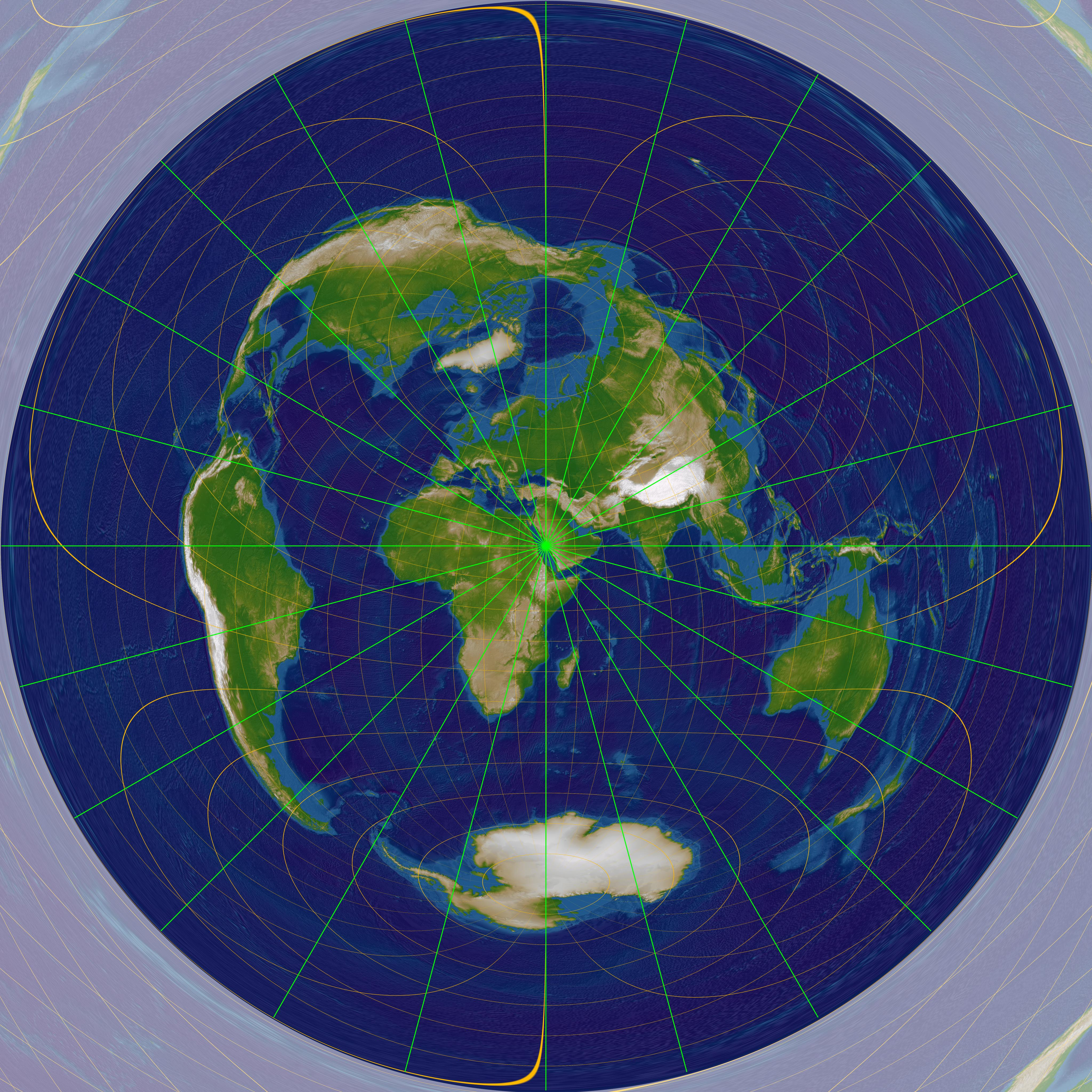
Kibla

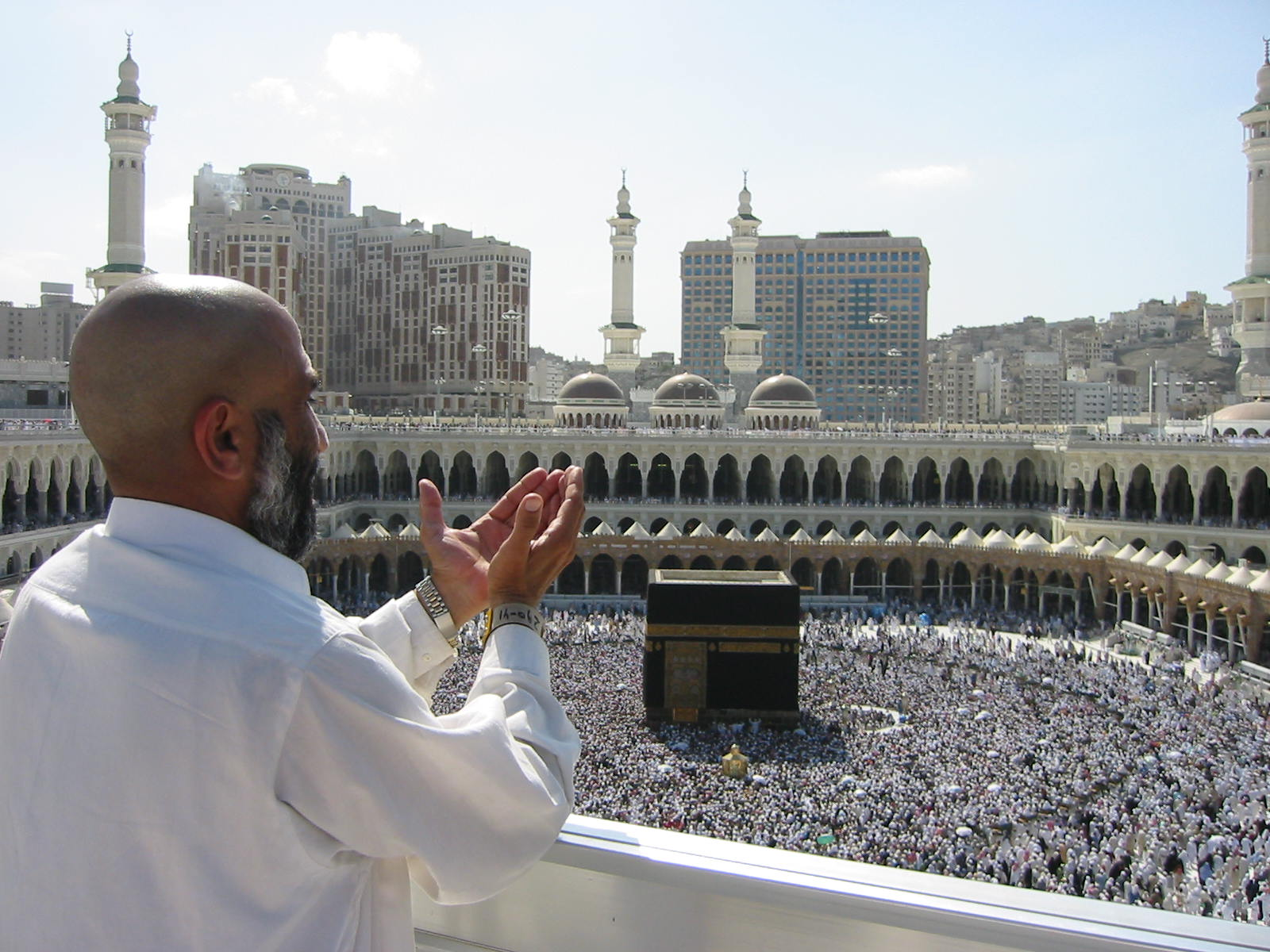
Pielgrzym w Świętym Meczecie. Mekka, Arabia Saudyjska

Kibla (arab. ‏قبلة‎, qibla – oryginalnie „to, co jest naprzeciwko” i „kierunek, w którym jest się zwróconym”) – kierunek, w którym muzułmanie powinni zwracać się podczas modlitwy. Zwyczaj ten jest starym obyczajem ludów semickich. Obowiązek ten został wyznaczony przez Koran i opisany jest w literaturze teologicznej. W pierwszych latach islamu muzułmanie modlili się w kierunku Jerozolimy. Kierunek ten został przejęty od Żydów i nakazany przez Mahometa wraz z wprowadzeniem obowiązku modlitwy.
Wraz ze zmianą poglądów przez Mahometa w drugim roku hidżry wyznaczył on nowy kierunek, którym została Mekka. Według tradycji muzułmańskiej zmiana kierunku modłów nastąpiła w małym meczecie w pobliżu Medyny. W tym meczecie Prorok modlący się w kierunku Jerozolimy odwrócił się i rozpoczął modły w kierunku Mekki. Od tamtej pory meczet ten nosi nazwę Masdżid al-kiblatajn (Meczet dwóch kierunków).
Obecnie muzułmanie na całym świecie modlą się zawsze w stronę świątyni Kaaby w Mekce. Kierunek w meczetach wyznacza mihrab.
Kibla jest również zachowywana w przypadku grzebania zmarłych. Ciała chowanych muzułmanów układane są na prawym boku i skierowane twarzami w kierunku Mekki.